# Communauté de communes du Plateau Bortois
La communauté de communes du Plateau Bortois est une ancienne communauté de communes française, située dans le département de la Corrèze et la région Limousin.
Au 1er janvier 2014, sa fusion avec la communauté de communes de Bort-les-Orgues, Lanobre et Beaulieu et avec la commune de Sarroux donne naissance à la communauté de communes Val et plateaux bortois.

## Historique
Le 1er janvier 2014, la communauté de communes du Plateau Bortois fusionne avec la communauté de communes de Bort-les-Orgues, Lanobre et Beaulieu et la commune de Sarroux, formant une nouvelle intercommunalité, la communauté de communes Val et plateaux bortois.

## Composition
Elle regroupe 8 communes :
| - Confolent-Port-Dieu - Margerides - Monestier-Port-Dieu - Saint-Bonnet-près-Bort | - Saint-Julien-près-Bort - Saint-Victour - Thalamy - Veyrières |  |